# Бібліотека імені Олени Пчілки для дітей
Бібліотека імені Олени Пчілки для дітей Оболонського району м. Києва.

## Опис
Площа приміщення бібліотеки — 370 м², книжковий фонд — 47,9 тис. примірників. Щорічно обслуговує 4,0 тис. користувачів, кількість відвідувань за рік — 31,0 тис., книговидач — 92,0 тис. примірників

## Історія бібліотеки
Одна з найстаріших бібліотек.  Бібліотека  ім. Олени Пчілки заснована у 1920 році на Подолі. Сучасна назва - з квітня 2018 року. Під час Другої світової війни фонди були частково знищені, частину переховували працівники бібліотеки, в післявоєнні роки роботу було відновлено. У 1975 році бібліотека переїхала в нове приміщення на Оболоні. 
Під час німецько-радянської війни книжкові фонди бібліотеки були частково знищені, але діяльність її відновлено в післявоєнні роки. Координує роботу з бібліотеками навчальних закладів мікрорайону. Функціонують гуртки «Килинчине віконце» та «Юний книголюб».
З 2018 року бібліотека має ім'я письменниці, мецената та громадського діяча Олени Пчілки.

## Транспорт
Тролейбуси: 44, 34 - їхати до зупинки "Кінотеатр "Братислава""
Маршрутні таксі : 402, 463 - їхати до зупинки "Кінотеатр "Братислава""
Автобуси : 102, 88 - їхати до зупинки "Кінотеатр "Братислава""